# Karel Třešňák (herec)
Karel Třešňák, křtěný Karel František (13. prosince 1896 Praha – 29. května 1955 Praha) byl český divadelní herec a režisér.

## Život
Karel Třešňák se narodil v Praze na Novém Městě v rodině obuvníka Antonína Třešňáka a jeho ženy Anny rodem Jedličkové ze Šternberku.
Zemřel roku 1955 v Praze. Byl pohřben v rodinném hrobě na Vinohradském hřbitově.

## Filmografie
- 1943 Bláhový sen
- 1940 Babička
- 1938 Cestou křížovou
- 1938 Krok do tmy
- 1938 Slečna matinka
- 1938 Včera neděle byla
- 1937 Bílý cíl
- 1937 Lidé pod horami
- 1937 Lízin let do nebe
- 1937 Ze všech jediná
- 1934 Žena, která ví, co chce
- 1932 Zlaté ptáče
- 1931 Karel Havlíček Borovský
- 1930 Nepočestná žena
- 1925 Josef Kajetán Tyl
- 1920 Odplata